# Ossi Karttunen
Ossi Jalmari Karttunen (ur. 17 marca 1948 w Ruokolahti) – fiński lekkoatleta, sprinter, medalista mistrzostw Europy w 1974.
Odpadł w półfinale biegu na 100 metrów i eliminacjach biegu na 200 metrów na mistrzostwach Europy w 1969 w Atenach. Na kolejnych mistrzostwach Europy w 1971 w Helsinkach odpadł w eliminacjach biegu na 200 metrów, a fińska sztafeta 4 × 400 metrów z jego udziałem została zdyskwalifikowana w biegu eliminacyjnym. Na igrzyskach olimpijskich w 1972 w Monachium zajął 6. miejsce w sztafecie 4 × 400 metrów (w składzie: Stig Lönnqvist, Ari Salin, Karttunen i Markku Kukkoaho). Karttunen zajął 3. miejsca w biegu na 200 metrów i biegu na 400 metrów w finale pucharu Europy w 1973 w Edynburgu.
Zdobył brązowy medal w sztafecie 4 × 400 metrów (która biegła w składzie: Lönnqvist, Karttunen, Markku Taskinen i Kukkoaho), zajął 5. miejsce w biegu na 400 metrów oraz odpadł w eliminacjach sztafety 4 × 100 metrów na mistrzostwach Europy w 1974 w Rzymie. Fińska sztafeta 4 × 400 metrów została pierwotnie zdyskwalifikowana za przepychanie się z użyciem łokci przez Kukkoaho na początku jego zmiany, ale Fińska Federacja Lekkoatletyczna złożyła skuteczny kontrprotest. Karttunen odpadł w eliminacjach biegu na 60 metrów i półfinale biegu na 400 metrów na halowych mistrzostwach Europy w 1975 w Katowicach.
Na igrzyskach olimpijskich w 1976 w Montrealu odpadł w ćwierćfinale biegu na 400 metrów oraz zajął 8. miejsce w sztafecie 4 × 400 metrów. Na mistrzostwach Europy w 1978 w Pradze odpadł w eliminacjach biegu na 400 metrów.
Karttunen był mistrzem Finlandii w  biegu na 100 metrów w 1968, 1969 i 1979, w biegu na 200 metrów w latach 1966–1970, 1973, 1974 i 1977 oraz w biegu na 400 metrów w 1975, 1976 i 1978. Był również halowym mistrzem swego kraju w biegu na 60 metrów w 1978 i w biegu na 400 metrów w 1973 i 1974.
Poprawił rekord Finlandii w biegu na 100 metrów wynikiem 10,4 s, uzyskanym 13 czerwca 1970 w Budapeszcie. Trzykrotnie poprawiał rekord Finlandii w biegu na 200 metrów do czasu 20,4 s osiągniętego 28 lipca 1973 w Paimio, trzykrotnie w sztafecie 4 × 100 metrów do czasu 40,0 s (18 września 1970 w Pradze) i czterokrotnie w sztafecie 4 × 400 metrów do rezultatu 3:01,12 (10 września 1972 w Monachium). Wynik w sztafecie 4 × 400 metrów jest obecnym (sierpień 2024) rekordem Finlandii.
Rekordy życiowe Karttunena:
- bieg na 200 metrów – 20,80 s (17 lipca 1977, Ateny)
- bieg na 400 metrów – 45,87 s (4 września 1974, Rzym)